# NexTag
ネクスタグ（Nextag）は、グローバルに展開する各種商品およびサービスの価格比較サイトを運営する未上場企業である。本社はカリフォルニア州サンマテオにあり、イギリス、ドイツ、インド、日本にもオフィスがある。元々は1999年に、消費者と販売者がコンピューターや家電製品の価格交渉をするウェブサイトとして創業された。現在の価格比較業務を中心とするビジネスモデルは、2000年以来継続している。 2007年6月に、PEファンドのProvidence Equity Partners, LLC. がネクスタグの全株式の3分の2を、8.3億ドルで取得した。

## 日本オフィス概要
- 社名　ネクスタグ株式会社
- 所在地　〒100-0005 東京都千代田区丸の内1-6-2 新丸の内センタービル21階
- 設立　2010年4月6日
- カントリーマネージャー　ランドバーグ史枝
- 事業内容　インターネット広告及びマーケティング事業